# Mezospora
Mezospora – nietypowa teliospora, czyli zarodnik u grzybów z grupy rdzowców (Pucciniales). Mezospora jest jednokomórkową teliosporą występująca wśród typowych, dwukomórkowych teliospor. Różni się od typowych teliospor także kształtem i wielkością. Występują np. u Puccinia asparagi.
Mezosporami nazywa się także urediniospory, które kiełkują dopiero po okresie spoczynku.